# إيناكورا
إيناكورا (بالبرتغالية: Inhacorá‏)؛ بلدية في الجزء الشمالي من ولاية ريو غراندي دو سول في البرازيل. يبلغ عدد سكانها 2318 نسمة بحسب تقديرات عام 2015، في حين تصل مساحتها إلى 114,11 كيلومتر مربع. تبعد عن مدينة بورتو أليغري نحو 482 كم غربًا.

## البلديات المحيطة
- اليجريا
- ساو فاليريو دو سول
- تشيابيتا
- كاتويبي
- إندبيندينسيا

## روابط خارجية
- موقع البلدية